# Il senso di Smilla per la neve
Il senso di Smilla per la neve (danese Frøken Smillas fornemmelse for sne) è un romanzo scritto dallo scrittore danese Peter Høeg e pubblicato nel 1992. Dal libro è stato tratto un film omonimo.

## Trama
Smilla Qaavigaaq Jaspersen è una ragazza che vive a Copenaghen: sua madre, morta quando lei era ancora una bambina, era un'inuit groenlandese, mentre suo padre è un ricco e celebre medico danese; nonostante gli anni trascorsi in Danimarca, Smilla non è mai riuscita ad adattarsi al suo ambiente sociale. Trascorre le proprie giornate sola, con l'unica compagnia di Esajas, un bambino inuit che vede in Smilla l'unica persona da cui lasciarsi accudire senza timore.
Quando Esajas viene trovato morto, Smilla non può credere alla versione della polizia, secondo cui il bambino è scivolato dal tetto innevato di un palazzo, in quanto, in base alle sue profonde conoscenze della neve, argomenta che il bambino non può essere morto per un incidente. Sfidando la polizia, la donna comincia la sua indagine personale, ricorrendo a ogni mezzo pur di comporre il puzzle di una verità che si dimostrerà, pezzo dopo pezzo, sempre più inquietante.

## Riconoscimenti
- Premio Dilys 1994[2]

## Edizioni
- Peter Høeg, Il senso di Smilla per la neve, traduzione di Bruno Berni, collana Oscar Mondadori, Mondadori, 1994, ISBN 978-88-04-38438-0.